# Урош Тројановић
Урош Тројановић (Росе, 1882 — Дубровник, 19. децембар 1903) је био српски пјесник и новинар.

## Животопис
Урош Тројановић је Бокељ рођен у Росама 1882. године. Похађао је Дубровачку гимназију. Био је међу предводнцима дубровачке српске младежи. Велики борац против аустијског режима. У Гимназији 1900-е заједно с ватреним Србином католиком Стјепом Кобасицом почео је рукописно издавати један примјерак тајног ученичког (српски усмјереног) листа Пома, којег је 1901. преузео гимназијалац, млади Србин католик Петар Колендић. Ухапшен је новембра 1902. године због објављивања пјесме „Бокешка ноћ“ у часопису Срђ. Друго издање 19. броја Срђа за 1902. годину је дјеломично цензурисано због објављивања његове пјесме Бокешка ноћ. Умро је недуго након изласка из школске клупе, вјероватно ради посљедица тамновања у Кнежевом двору.

## Занимљивости
И презимењак Урошев (могући предак), Марко са Луштице, половином 18. вијека је био утамничен, због чега Сава Петровић Његош моли провидура да га ослободи. Сава је код њега одсједао када је ишао у визиту у тај крај, а приписану кривицу карактерише као клевету његових злотвора.